# Miguel Ángel Lozano
Miguel Ángel Lozano Ayala (Sabadell, 16 de septiembre de 1978) es un exfutbolista español, jugaba en la posición de mediocampista.

## Carrera deportiva
Habilidoso centrocampista, con grandes dotes tanto ofensivas cómo defensivas, formó parte de la Quinta de Xavi Hernández o Carles Puyol de la cantera del Barça, que le fichó tras maravillarse por su manera de jugar en el Sabadell.
Tras la subida al primer equipo del propio Xavi, con quien formaba una dupla letal en el medio campo, Miguel Ángel quedó desmoralizado, y se marchó al Levante, de la Segunda División española. Allí, junto a Jesús Sánchez, Félix Dja Ettien, Fernando Sales o el 'matador' Paco Salillas, conformó un gran equipo que se quedó con la miel en los labios en sus aspiraciones al ascenso.
Así, en el 2001, el Málaga se fijó en su desparpajo y talento para organizar el juego de un equipo en construcción, junto a hombres como Darío Silva, Duda, Dely Valdés, Kiki Musampa, Marcelo Romero, Manu Sánchez o Litos. Fue en el club de la Costa del Sol dónde gozó de sus mejores momentos. Allí, fue clave en la consecución de la Copa Intertoto de 2002, alcanzando los cuartos de final de la Copa de la UEFA y obteniendo un gran caché en Primera División. Estuvo incluso en las listas previas de Iñaki Sáez o Luis Aragonés para la Selección Española.
Pretendido por equipos cómo el Valencia, Benfica, Sevilla, Fulham o Atlético de Madrid, en el verano de 2005 tras cuatro temporadas en el Málaga, decidió fichar por el Betis, dónde participaría por primera vez en Liga de Campeones. Sin embargo, esa misma temporada, tras haberle ganado el puesto a jugadores como Arzu, Marcos Assunção o el trabajador Rivera, es lesionado de gravedad en el transcurso del encuentro Betis vs. Chelsea tras una dura entrada de Michael Essien, viéndose obligado a permanecer en el dique seco durante más de un año. A su regreso, con la puerta del mediocentro cerrada, su polivalencia le lleva a quitarle el puesto a Melli en el lateral derecho.
La temporada siguiente 2007/2008, decide ir cedido al recién ascendido Levante. Sin embargo, el centrocampista aún se resiente de su grave lesión de rodilla y recae una y otra vez, sin poder tener continuidad en un combativo equipo que, acuciado por las deudas, terminó como colista.
El año siguiente, regresó al Málaga recién descendido a Segunda, siendo recibido por Fernando Sanz, presidente del Club y con quien había compartido vestuario, encomendándole la misión de rehabilitar un equipo junto a otros ilustres como Apoño, Duda, Weligton o Baha, dirigidos por Antonio Tapia y por el ahora preparador Dely Valdés. Pero una vez más, el centrocampista no rinde según lo esperado, y es reemplazado en el once por el correoso Lolo.
En el verano de 2009, a sus 31 años recién cumplidos, Miguel Ángel decide volver a su Cataluña natal para enrolarse como cedido en el Nástic de Tarragona, de Segunda División, dónde no gozó de demasiadas oportunidades. Al terminar la temporada, vuelve temporalmente al Málaga y rescinde su contrato con los malagueños en julio de 2010.
Tras ello, el 29 de julio de 2010 se cierra su fichaje por la SD Ponferradina con la que disputará la mitad de la temporada 2010/11 de Segunda, pasando en diciembre a ingresar en las filas del F.C Badalona del III grupo de segunda División B de la liga Española. Al año siguiente, firma por el CD Castellón para volver a Segunda División B

## Trayectoria
Actualizada a agosto de 2010.
| 1995/1996 | CE Sabadell          | España | Segunda División B | 18 | 0  |   |   |   |   |  |                    |  |  |     |   |    |   |   |   |
| 1996/1997 | Barcelona C          | España | Tercera División   | -  | -  |   |   |   |   |  |                    |  |  |     |   |    |   |   |   |
| 1997/1998 | Barcelona B          | España | Segunda División B | 36 | 6  |   |   |   |   |  |                    |  |  |     |   |    |   |   |   |
| 1998/1999 | Barcelona B          | España | Segunda División   | 36 | 5  |   |   |   |   |  |                    |  |  |     |   |    |   |   |   |
| 1999/2000 | Barcelona B          | España | Segunda División B | 16 | 4  |   |   |   |   |  |                    |  |  |     |   |    |   |   |   |
| 1999/2000 | Levante UD           | España | Segunda División   | 21 | 0  |   |   |   |   |  |                    |  |  |     |   |    |   |   |   |
| 2000/2001 | Levante UD           | España | Segunda División   | 39 | 1  | 2 | 0 |   |   |  |                    |  |  |     |   |    |   |   |   |
| 2001/2002 | Levante UD           | España | Segunda División   | 3  | 1  | 0 | 0 |   |   |  |                    |  |  |     |   |    |   |   |   |
| 2001/2002 | Málaga CF            | España | Primera División   | 31 | 1  | 2 | 0 |   |   |  |                    |  |  |     |   |    |   |   |   |
| 2002/2003 | Málaga CF            | España | Primera División   | 30 | 0  | 1 | 0 | 6 | 0 |  |                    |  |  |     |   |    |   |   |   |
| 2003/2004 | Málaga CF            | España | Primera División   | 35 | 3  | 4 | 0 |   |   |  |                    |  |  |     |   |    |   |   |   |
| 2004/2005 | Málaga CF            | España | Primera División   | 35 | 3  | 2 | 0 |   |   |  |                    |  |  |     |   |    |   |   |   |
| 2005/2006 | Real Betis           | España | Primera División   | 10 | 0  | 0 | 0 | 2 | 0 |  |                    |  |  |     |   |    |   |   |   |
| 2006/2007 | Real Betis           | España | Primera División   | 23 | 0  | 3 | 0 |   |   |  |                    |  |  |     |   |    |   |   |   |
| 2007/2008 | Levante UD           | España | Primera División   | 23 | 1  | 3 | 0 |   |   |  |                    |  |  |     |   |    |   |   |   |
| 2008/2009 | Málaga CF            | España | Primera División   | 19 | 0  | 0 | 0 |   |   |  |                    |  |  |     |   |    |   |   |   |
| 2009/2010 | Gimnàstic            | España | Segunda División   | -  | -  |   |   |   |   |  |                    |  |  |     |   |    |   |   |   |
| 2010/2011 | SD Ponferradina      | España | Segunda División   |    |    |   |   |   |   |  |                    |  |  |     |   |    |   |   |   |
| 2010/2011 | CF Badalona          | España | Segunda División B |    |    |   |   |   |   |  |                    |  |  |     |   |    |   |   |   |
| 2011/2012 | CD Castellón         | España | Tercera División   |    |    |   |   |   |   |  |                    |  |  |     |   |    |   |   |   |
| 2011/2012 | Terrassa Futbol Club | España | Tercera División   |    |    |   |   |   |   |  |                    |  |  |     |   |    |   |   |   |
|           | Total (en Segunda B) |        |                    | 70 | 10 |   |   |   |   |  |                    |  |  |     |   |    |   |   |   |
|           | Total (en Segunda)   |        |                    | 99 | 7  | 2 | 0 |   |   |  | Total (en Primera) |  |  | 206 | 8 | 15 | 0 | 8 | 0 |

## Palmarés

### Copas internacionales
| Título                    | Club         | País   | Año  |
| ------------------------- | ------------ | ------ | ---- |
| Copa Intertoto de la UEFA | Málaga C. F. | España | 2002 |